# Nicoya
Nicoya est une ville de la province de Guanacaste au Costa Rica, et une des zones touristiques les plus importantes du pays. Elle sert de plate-forme de transit pour les visiteurs des plages et parcs nationaux de Guanacaste. Selon le recensement de 2000, la ville avait une population de 13 334 habitants; la situant à la deuxième place dans la province après Liberia. La ville est également le siège administratif du canton du même nom, qui comptait en 2000, 20 945 résidents.
Ses bâtiments sont toujours de style colonial. Elle se trouve dans la Cordillera Volcánica de Guanacaste. L'agriculture et l'élevage constituent la principale activité économique de la ville, ainsi que de la province.
Nicoya et la ville voisine de Santa Cruz ne furent intégrées au Costa Rica qu'en 1824, par annexion. Liberia, alors appelée Guanacaste, resta elle attachée au Nicaragua et ne rejoignit le Costa Rica que deux ans plus tard.